# Mediu virtual
Un mediu virtual este o aplicație în rețea care permite unui utilizator să interacționeze atât cu mediul de calcul, cât și cu munca altor utilizatori. Aplicațiile de e-mail, chat și partajare de documente bazate pe web sunt toate exemple de medii virtuale. Mai simplu spus, este un spațiu de operare comun în rețea. Odată ce fidelitatea mediului virtual este de așa natură încât „creează o stare psihologică în care individul se percepe pe sine ca existând în mediul virtual”, atunci mediul virtual (VE) a progresat în domeniul mediilor virtuale imersive (IVE).

## Tipuri de medii virtuale
Medii virtuale colaborative (CVE): Aceste medii suportă interacțiunea în timp real între mai mulți utilizatori, adesea reprezentați de avatare. Platformele populare includ Second Life, Slack și Zoom, care sunt folosite pentru colaborare în educație și lucru la distanță. CVE-urile promovează munca în echipă prin simularea spațiilor comune pentru comunicare și partajarea resurselor.
Medii virtuale imersive (IVE): IVE-urile folosesc căști VR și urmărirea mișcării pentru a crea medii extrem de realiste. IVE-urile sunt aplicate în domenii precum asistența medicală pentru pregătirea chirurgicală, în armată pentru antrenamentul bazat pe simulare și în psihoterapie pentru tratarea tulburărilor de anxietate prin terapie de expunere virtuală. Industriile jocurilor și divertismentului folosesc, de asemenea, în mare măsură IVE-uri pentru experiențe complet imersive.
Medii virtuale augmentate (AVE): AVE-urile combină realitatea virtuală (VR) cu elemente de realitate augmentată (AR), unde utilizatorii pot vedea și interacționa cu obiecte virtuale suprapuse în lumea reală. Dispozitive precum Microsoft HoloLens și Google Glass sunt exemple de AVE-uri, care oferă aplicații în instruirea industrială, asistență de la distanță și proiectare colaborativă.